# Rivedoux-Plage
Rivedoux-Plage – miejscowość i gmina we Francji, w regionie Nowa Akwitania, w departamencie Charente-Maritime.
Według danych na rok 1990 gminę zamieszkiwały 1163 osoby, a gęstość zaludnienia wynosiła 257 osób/km² (wśród 1467 gmin regionu Poitou-Charentes Rivedoux-Plage plasuje się na 256. miejscu pod względem liczby ludności, natomiast pod względem powierzchni na miejscu 1092.).